# 영군 (텍사스주)

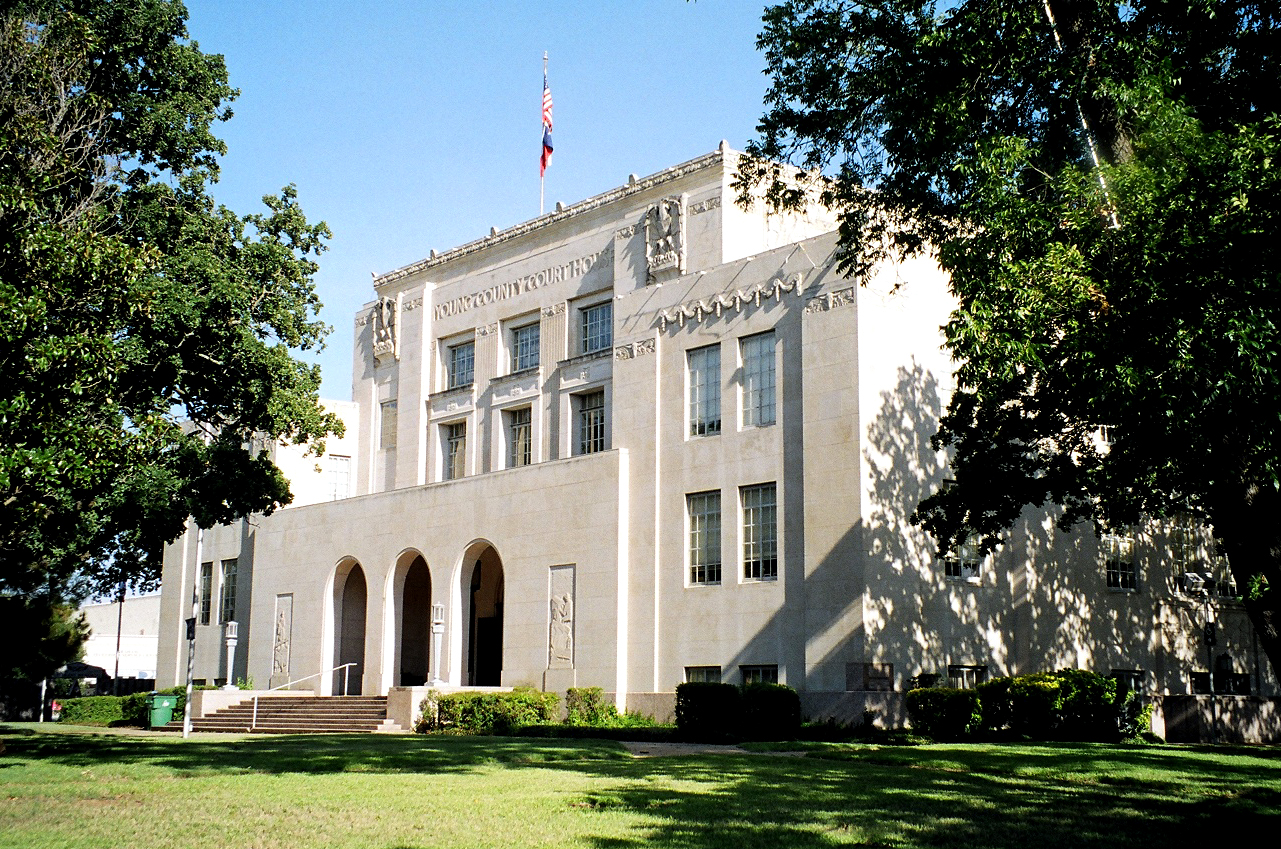

영군 또는 영 카운티(Young County)는 미국 텍사스주에 위치한 군이다. 2010년 인구 조사에 따르면 이 지역의 인구 수는 총 18,550명이다. 군청소재지는 그레이엄이다. 1856년 설립되었고 1874년 조직되었다. 지명은 초기 텍사스주 정착자이자 군인이었던 윌리엄 코크 영의 이름을 따서 지어졌다.

## 인구
| 인구조사                                  | 인구   | Note  | %±       |
| ----------------------------------------- | ------ | ----- | -------- |
| 1860년                                    | 592    |       | —        |
| 1870년                                    | 135    |       | −77.2%   |
| 1880년                                    | 4,726  |       | 3,400.7% |
| 1890년                                    | 5,049  |       | 6.8%     |
| 1900년                                    | 6,540  |       | 29.5%    |
| 1910년                                    | 13,657 |       | 108.8%   |
| 1920년                                    | 13,379 |       | −2.0%    |
| 1930년                                    | 20,128 |       | 50.4%    |
| 1940년                                    | 19,004 |       | −5.6%    |
| 1950년                                    | 16,810 |       | −11.5%   |
| 1960년                                    | 17,254 |       | 2.6%     |
| 1970년                                    | 15,400 |       | −10.7%   |
| 1980년                                    | 19,001 |       | 23.4%    |
| 1990년                                    | 18,126 |       | −4.6%    |
| 2000년                                    | 17,943 |       | −1.0%    |
| 2010년                                    | 18,550 |       | 3.4%     |
| 2018 (추산)                               | 18,045 | [ 5 ] | −2.7%    |
| U.S. Decennial Census 1850–2010 2010–2014 |        |       |          |